# Cratere Kita
Kita  è un cratere sulla superficie di Marte.